# متلازمة ثلاثية أ
متلازمة ثلاثية أ (AAA)، اضطراب خلقي وراثي متنحي نادر. في معظم الحالات، لا يوجد تاريخ عائلي للإصابة بها. عُرفت المتلازمة لأول مرة من قبل جيريمي ألغروف وزملائه في عام 1978، ومنذ ذلك الحين أُبلغ عن أكثر من 100 حالة. تتضمن المتلازمة تعذر الارتخاء المريئي ومرض أديسون (قصور كظري أولي) وانعدام الدمع (عدم كفاية إفراز الدمع). عادةً ما يكون انعدام الدمع أول المظاهر المشاهدة. يتطور هذا الاضطراب بشكل تدريجي وقد يستغرق سنوات ليشكل الصورة السريرية الكاملة.

## الأعراض
يعاني الأفراد المصابون بمتلازمة ثلاثية أ من قصور الكظر/مرض أديسون بسبب مقاومة الهرمون الموجه لقشر الكظرية، وانعدام الدمع (عدم إفراز للدموع)، وتعذر ارتخاء (فشل حلقة من الألياف العضلية، مثل العضلة العاصرة، في الاسترخاء) العضلة العاصرة السفلية للمريء في الفؤاد، ما يؤخر وصول الطعام إلى المعدة ويسبب تمدد المريء الصدري. قد تظهر أيضًا علامات خلل الوظائف المستقلة في متلازمة ثلاثية أ، مثل تشوهات حدقة العين، واستجابة غير طبيعية للهستامين داخل الأدمة، والتعرق غير الطبيعي، وهبوط الضغط الانتصابي، واضطرابات في معدل ضربات القلب. يحدث غالبًا نقص سكر الدم كعلامة مبكرة. ارتبط الاضطراب أيضًا بالتخلف العقلي المعتدل.
تتنوع أعراض المتلازمة بشدة. يمكن للأفراد المتضررين، إذا عولجوا بشكل فعال، أن يعيشوا فترة حياة طبيعية وأن ينجبوا أطفالًا.[بحاجة لمصدر]

## السبب
ترتبط متلازمة ثلاثية أ بطفرات في جين AAAS، الذي يشفر بروتينًا يعرف باسم ألادين (الاضطراب العصبي المتمثل بانعدام الدمع وتعذر الارتخاء المريئي وقصور الكظر). في عام 2000، عين هوبنر وآخرون موقع المتلازمة على الذراع الطويلة من الكروموسوم البشري 12 بالقرب من مجموعة جينات الكيراتين من النمط الثاني. نظرًا لأن الوراثة والجينات الخاصة بالمتلازمة معروفة، يسمح التشخيص المبكر بالاستشارة الوراثية.
يعد بروتين ألادين أحد مكونات مجمع المسام النووي، ويتوضع في القسم السيتوبلازمي منه. يبقى بروتين ألادين الطافر في موضع خاطئ في السيتوبلازما ويسبب فشلًا انتقائيًا لاستيراد البروتين النووي وفرط الحساسية تجاه الإجهاد التأكسدي. يسبب بروتين ألادين الطافر أيضًا انخفاض الواردات النووية من بروتين أبراتاكسين، وهو بروتين مرمم لكسر الدنا أحادي الشريط، وأنزيم ليغاز الدنا 1. قد يسمح هذا النقصان في بروتينات ترميم الدنا بتراكم أضرار الدنا التي تحرض موت الخلايا.[بحاجة لمصدر]

## التشخيص
تظهر الأعراض المرافقة للارتخاء المريئي الفؤادي. على صورة الأشعة السينية العادية، يُلاحظ أيضًا غياب ظل غازي قاعي، واتساع المنصف ومستوى السائل المصلي في المنصف. المعيار الذهبي هو اختبار حركية المريء لمدة 24 ساعة. يظهر عدم ارتخاء العضلة العاصرة المريئية السفلية وزيادة توتر العضلة العاصرة المريئية وضعف المريء. يمكن ملاحظة علامة منقار الطير وعلامة ذيل الجرذ عند ابتلاع الباريوم.

## العلاج
لا يوجد علاج نهائي لهذه المتلازمة، بسبب عدم تحديد معظم الآليات المسببة لها، وتفيد العلاجات المتاحة فقط في تخفيف بعض الأعراض. تستخدم قطرات الدمع الاصطناعي لتعويض الدمع، ويمكن علاج تعذر الارتخاء المريئي، إذا لزم الأمر، بالتدخل الجراحي، وتوصف الكورتيكوستيرويدات مثل الهيدروكورتيزون، لعلاج قصور الكظر.